# Ella Chen
Chen Chia-Hwa, művésznevén Ella a S.H.E. tajvani lányegyüttes legidősebb tagja.

## Pályafutása
Ella Chen a középiskolai tanulmányok befejezése után úgy döntött, hogy nem jelentkezik egyetemre, hanem szenvedélyének az éneklésnek fog élni. 2000. augusztus 8-án a HIM Nemzetközi Zenekiadó megrendezte a Universal 2000 Tehetség- és Szépségvetélkedőt, új és fiatal zenei előadók toborzására. Amikor Ella fiútestvérével Tajpejbe utazott, értesült csak a hírről, hogy nővére benevezte őt a dalvetélkedőbe. Chen nagyon szégyenlős volt fiús kinézete miatt, valamint megrettent a résztvevők nagy számától is, ezért az első kör előtt fel akarta adni a versenyt. Nővére azonban bátorította és meggyőzte őt, és így folytatta a versenyt. Chen mély és szép hangja felkeltette a zsűri érdeklődését, így Chen az utolsó körig versenyben maradt.
Chen a vetélkedő után visszatért kórházi munkájához, majd rövidesen a HIM Kiadó meghallgatásra hívta őt. A próbameghallgatások után Chen-t leszerződtették a HIM Kiadó újonnan induló lányegyüttesébe a S.H.E.-be.
A S.H.E. együttessel való karrierje során Ella Chen többször lesérült, komolyabb sérülések miatt kétszer is kórházba kellett mennie (egyszer csípősérülést szenvedett, majd 2005-ben egy baleset során füleit és haját égette meg).

## Imázs
Chen lelkes kosárlabda játékos, és gyakran játszik együtt más tajvani hírességekkel, mint például Jay Chou. Híres kedves, közvetlen és szókimondó egyéniségéről. 2007-ben az internetes szavazók Tajvan legszerényebb sztárjának választották. A S.H.E. együttes tagjai közül ő a szóvivő, a legtöbb interjút vele készítették. Fiús természete, valamint mély hangja miatt gyakran kritizálják. Chen-t fiús imázsa ellenére Tajvan legszebb előadói között tartják számon. 2007-ben Tajvan Legszebb Nőjének választották egyedülálló és természetes szépsége miatt.

## Magánélet
Testvérei közt Chen a harmadik legidősebb, két nővére és egy öccse van. Chennek volt egy Qiang Qiang nevű kiskutyája. Egészségproblémák miatt meg kellett műteni, a kiskutya a műtét során az érzéstelenítőre való allergikus reakciója következtében elhunyt. Ennek következtében Chen saját maga írt egy dalt elhunyt kedvencének, melyet kislemezen is megjelentetett, a költségek és a munkálatok nagy részét saját maga vállalta fel. A kislemez bevételeit pedig állatmenhelyek számára ajánlotta fel. A jótékonysági munkában (az album szponzorálásában) barátai Joe Cheng és Jay Chou is segítették.

## Albumok
Ella Chen S.H.E. együttessel készített albumai:
- Girls' Dormitory (女生宿舍）HIM International Music, 2001. szeptember 11.
- Youth Society (青春株式会社）HIM International Music, 2002. január 29.
- Genesis (美丽新世界）HIM International Music, 2002. augusztus 5.
- Super Star HIM International Music, 2003. augusztus 22.
- Magical Journey (奇幻旅程), HIM International, 2004. február 6.
- Encore (安可), HIM International Music, 2004. november 12.
- Once Upon a Time (不想长大), HIM International Music, 2005. november 25.
- Play HIM International Music, 2007. május 11.
- FM S.H.E (我的電台 FM S.H.E), HIM International Music 2008. szeptember 23.
- SHERO HIM International Music, 2010. március 6.
- Blossomy (花又開好了) HIM International Music 2012. november 16.

Szólóalbum:
- Qiang Qiang (蔷蔷), EP, 2007. augusztus 27.
- I Am... Ella Chen Jia Hua, EP, 2012. március 30.
- WHY NOT - 2015. április 17.
- Hun Shen Shi Jing (渾身是勁) - 2016. október 28.

## Filmszerepek
- He pan Qing Qing (河畔卿卿), mint Chen Yuan Xiu 2014
- The Lying Game (謊言遊戲), mint Sun Zhen 2014
- Ji pin da zuo zhan (极品大作战), mint Yang Ai Wa 2013
- Down With Love (就想赖着你), mint Yang Guo 2010
- The Lollipop Idol Drama (棒棒糖偶像剧), mint saját maga 2007
- Hanazakarino Kimitachihe (花样少年少女), mint Lu Rui Xi 2006
- Reaching for the Stars (真命天女), mint Ren Jie 2005
- The Rose, mint Zheng Bai He 2003
- Magical Love (爱情大魔咒), mint Juliet 2001